# Coelichneumon bacillus
Coelichneumon bacillus là một loài tò vò trong họ Ichneumonidae.